# Casas Nuevas
Casas Nuevas är en ort i Mexiko.   Den ligger i kommunen Sinaloa och delstaten Sinaloa, i den västra delen av landet, 1 200 km nordväst om huvudstaden Mexico City. Casas Nuevas ligger 58 meter över havet och antalet invånare är 138.
Terrängen runt Casas Nuevas är platt. Runt Casas Nuevas är det glesbefolkat, med 19 invånare per kvadratkilometer. Närmaste större samhälle är La Trinidad, 14,6 km söder om Casas Nuevas. Trakten runt Casas Nuevas består till största delen av jordbruksmark.